# MobileOne
A MobileOne é uma empresa de telecomunicações sediada em Singapura, sendo a segunda maior empresa do setor no país. A MobileOne foi fundada em 1998 e a sua principal concorrente é a StarHub.